# 1320 Impala
1320 Impala este un asteroid din centura principală, descoperit pe 13 mai 1934, de Cyril Jackson.